# Жизнь женщины (фильм, 1953)
«Жизнь женщины» яп. 女の一生: онна-но иссё; англ. Life of the Woman) — японский чёрно-белый фильм-драма, поставленный режиссёром Канэто Синдо в 1953 году. 

## Сюжет
Сразу после окончания гимназии Фудзико Сиракаву выдают замуж за Синтаро Ямадзаки, владельца мясной лавки «Ямадзаки-тэй». Вскоре после замужества она узнаёт о связи мужа со служанкой Юки. С этого дня началась несчастная жизнь Фудзико. Родился ребёнок, которого она не хотела; пришлось взять и ребёнка, которого родила Юки от её мужа. В заботах о хозяйстве и детях потекли дни Фудзико. После долгих лет развратной жизни муж умер. Дети выросли, и их взяли на фронт. Кончилась война, с помощью служанки Юки Фудзико смогла вновь открыть мясную лавку. Один из сыновей погиб на войне, другой пошёл по отцовской дороге: изнасиловав служанку, он ушёл из дому. Служанка стала проституткой. Ребёнка, рождённого служанкой, взяла к себе Фудзико. Она уже больше ничего не ждёт от жизни.

## В ролях
- Нобуко Отова — Фудзико Сиракава
- Корэя Сэнда — отец Фудзико
- Дзюкити Уно — Масао, брат Фудзико
- Акира Яманоути — Синтаро Ямадзаки
- Эйтаро Синдо — Токубэй, отец Синтаро
- Харуко Сугимура — Тамаэ, мать Синтаро
- Харуо Танака — Ёсихито Мидзогути
- Таниэ Китабаяси — Тора, мать Юки
- Юрико Ханабуса — Мицуэ, мать Фудзико
- Сумико Хидака — Юки Каваками
- Ранко Ханаи — Харуэ
- Юкико Тодороки — Ханаю
- Итиро Сугаи — Китимацу, отец Юки
- Эйдзиро Тоно — Кюдзаэмон
- Эйдзиро Янаги — Хамамура
- Тайдзи Тонояма — Томэкити

## Премьеры
- — национальная премьера фильма в Японии состоялась 23 ноября 1953 года[1].

## Награды и номинации
Премия «Голубая лента»
- 4-я церемония награждения (1954)

- Премия лучшей актрисе 1953 года — Нобуко Отова (за роли в трёх фильмах: «Жизнь женщины», «Миниатюра» и «Желание»).
- Премия лучшему актёру за роль второго плана — Эйтаро Синдо (за роли в двух фильмах: «Жизнь женщины» и «Гейша»)

Премия журнала «Кинэма Дзюмпо» (1960)
- Номинация на премию за лучший фильм 1953 года, однако по результатам голосования занял лишь 25-е место.